# Paulus Freudenlechner
Paulus Freudenlechner († 1616) war ein bedeutender Meistersinger des 16. Jahrhunderts.
Über seine Person weiß man sehr wenig, man kennt weder sein Geburtsjahr oder seinen Geburtsort, noch welchen Beruf er ausübte. Am wahrscheinlichsten ist, dass er Kaufmann oder Schulmeister war.
Man weiß aber, dass er ab ca. 1549 in der Singschule in Wels wirkte. Dort blieb er bis 1601, verließ die Stadt wegen der drohenden Protestantenverfolgung nach Breslau. Erst 1603 kehrte er nach Eferding zurück, um dort vermutlich eine Singschule zu gründen.